# Annette Pehnt

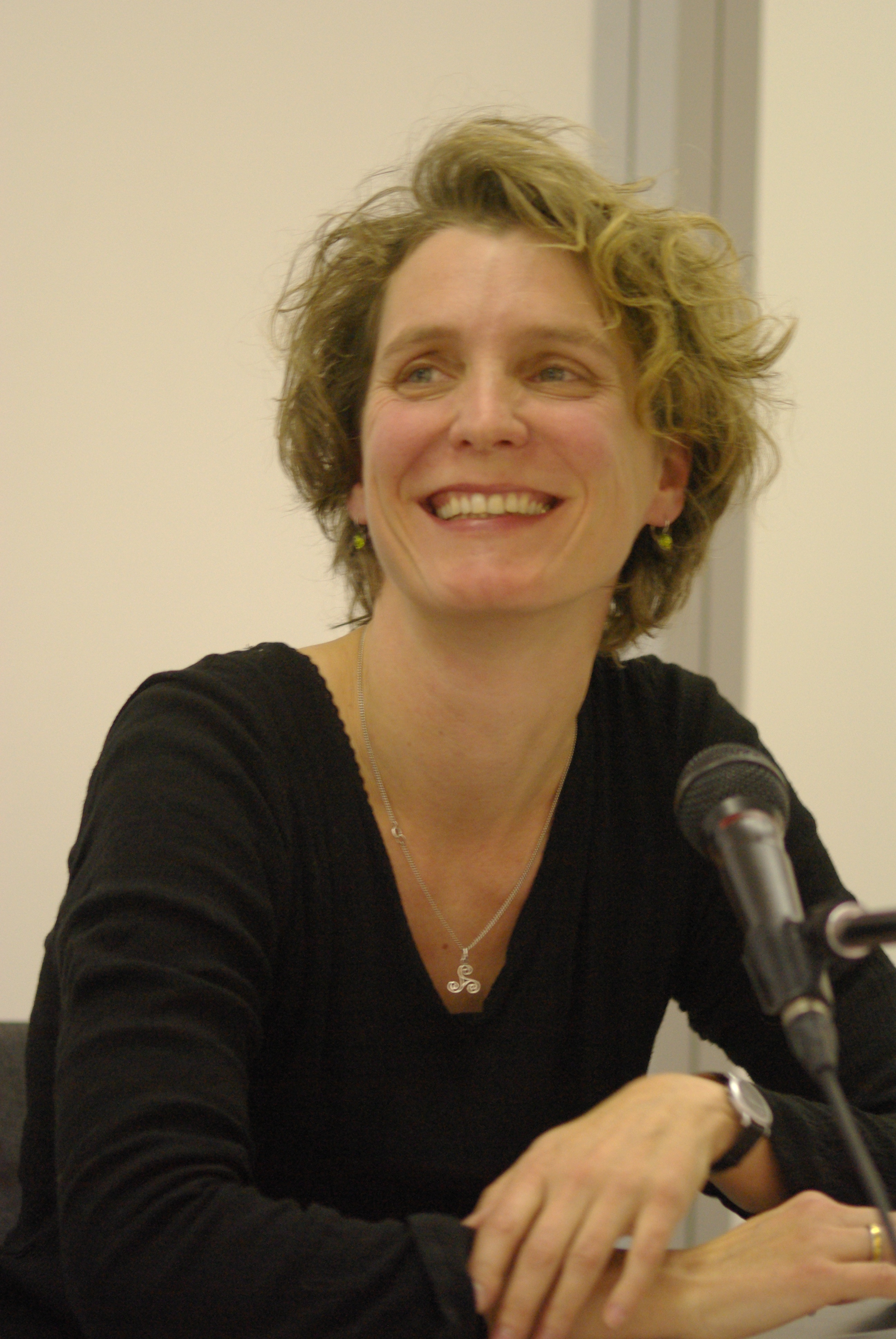
Annette Pehnt (2010)

Annette Pehnt (* 25. Juli 1967 in Köln) ist eine deutsche Schriftstellerin und Literaturwissenschaftlerin mit Wohnsitz in Freiburg im Breisgau.

## Leben
Annette Pehnt, geboren 1967 in Köln, legte 1986 ihr Abitur ab und leistete anschließend freiwillige Sozialarbeit in Belfast (Nordirland); sie lebte und arbeitete auch ein Jahr in Schottland. Sie studierte Anglistik, Keltologie und Germanistik an den Universitäten in Köln, Galway, Berkeley und Freiburg im Breisgau. Ihr Studium schloss sie 1994 mit dem Magistergrad und dem ersten Staatsexamen ab; 1997 folgte die Promotion an der Universität Freiburg mit einer Arbeit zur irischen Literatur. Zudem war sie freie Mitarbeiterin bei der Badischen Zeitung und der FAZ.
Seit 1992 lebt Annette Pehnt, die verheiratet und Mutter von drei Kindern ist, als Schriftstellerin in Freiburg im Breisgau; sie lehrt seit 2007 auch an der dortigen Pädagogischen Hochschule. Seit 2018 bekleidet sie eine Professur für Kreatives Schreiben und Kulturjournalismus an der Stiftung Universität Hildesheim.
Sie ist Mitglied des PEN-Zentrums Deutschland.

## Werke
- John Steinbeck. Deutscher Taschenbuch Verlag, München 1998, ISBN 3-423-31010-3.
- Mad Sweeney. Aneignung und Transformation eines mittelalterlichen Stoffes in der modernen irischen Literatur, (Diss. Universität Freiburg i. Br. 1997). WVT, Trier 1999, ISBN 3-88476-352-0.
- Ich muß los. Roman. Piper, München 2001, ISBN 3-492-23609-X.
- Insel 34. Roman. Piper, München 2003, ISBN 3-492-24336-3.
- Haus der Schildkröten. Roman. Piper, München 2006, ISBN 3-492-04938-9.
- Mobbing. Roman. Piper, München 2007, ISBN 978-3-492-05070-8.
- Man kann sich auch wortlos aneinander gewöhnen das muss gar nicht lange dauern. Erzählungen. Piper, München 2010, ISBN 978-3-492-05374-7.
- Hier kommt Michelle. Ein Campusroman, Band 1. Roman. josfritz, Freiburg 2010, ISBN 978-3-928013-54-3.
- Chronik der Nähe. Roman. Piper, München 2012, ISBN 978-3-492-05506-2.
- Lexikon der Angst. Piper, München 2013, ISBN 978-3-492-05613-7.
- Die Bibliothek der ungeschriebenen Bücher. (Hrsg., zusammen mit Friedemann Holder, Michael Staiger) Piper, München 2014, ISBN 978-3-492-05633-5.
- Briefe an Charley. (Briefroman) Piper, München 2015, ISBN 978-3-492-05728-8.
- Lexikon der Liebe. Piper, München 2017, ISBN 978-3-492-05720-2.
- Mein Amrum. mare, Hamburg 2019, ISBN 978-3-86648-293-7.
- Alles was Sie sehen ist neu. Roman. Piper, München 2020, ISBN 978-3-492-07010-2.

- Book Rebels: 75 Heldinnen aus der Literatur, zusammen mit Felicitas Horstschäfer (Illustrationen), Carl Hanser Verlag, München 2021.[3]
- Die schmutzige Frau. Piper, München 2023, ISBN 978-3-492-07107-9.

## Kinderbücher
- Der kleine Herr Jakobi. Piper, München 2005, ISBN 3-492-04780-7.
  - Taschenbuchausgabe als: Herr Jakobi und die Dinge des Lebens. Piper, München 2007, ISBN 978-3-492-24958-4.
- Rabea und Marili. Carlsen, Hamburg 2006, ISBN 3-551-55412-9.
- Annika und die geheimnisvollen Freunde. Carlsen, Hamburg 2007, ISBN 978-3-551-55497-0.
- Brennesselsommer. Carlsen, Hamburg 2012, ISBN 978-3-646-92198-4.
- Der Bärbeiß. Hanser, München 2013, ISBN 978-3-446-24307-1.
  - Hörbuch: Der Bärbeiß gelesen von Katharina Thalbach. Silberfisch, Hamburg 2013, ISBN 978-3-86742-709-8.
- Der Bärbeiß – Herrlich miese Tage. Hanser, München 2015, ISBN 978-3-446-24750-5.
- Alle für Anuka. Hanser, München 2016, ISBN 978-3-446-25088-8.
- Hieronymus oder wie man wild wird. Hanser, München 2021, ISBN 978-3446-26952-1.

## Veröffentlichungen in Literaturzeitschriften
- Morgen der Farbe nach. Über Ordnung und die Dinge aus Worten. Essay. In: BELLA triste Nr. 25, 2009

## Verfilmung
- Mobbing. Fernsehfilm 2012, Regie: Nicole Weegmann

## Auszeichnungen
- 2001: Förderpreis zum Künstlerinnenpreis des Landes Nordrhein-Westfalen; Mara-Cassens-Preis
- 2002: Preis der Jury beim Ingeborg-Bachmann-Wettbewerb
- 2007: Kinderbuchpreis des Landes Nordrhein-Westfalen für ihr Buch Rabea und Marili
- 2008: Thaddäus-Troll-Preis; Poetikdozentur: junge Autoren der Fachhochschule Wiesbaden
- 2009: Italo-Svevo-Preis
- 2011: Poetik-Professur an der Universität Bamberg
- 2012: Solothurner Literaturpreis[4]
- 2012: Hermann-Hesse-Literaturpreis
- 2017: Kulturpreis Baden-Württemberg
- 2020: Rheingau Literatur Preis für Alles was Sie sehen ist neu
- 2023: Großer Preis des Deutschen Literaturfonds für ihr Gesamtwerk und insbesondere für ihren Roman Die schmutzige Frau[5]

## Sekundärliteratur
- Ada Bieber: Insel und Fremdheit in Annette Pehnts Roman «Insel 34»: Eine motivgeschichtliche Deutung. Peter Lang Verlag, 2007 (Europäische Hochschulschriften / European University Studies / Série 1: Langue et littérature allemandes). ISBN 978-3-631557648.